# Dana Rosemary Scallon
Dana Rosemary Scallon, blot kendt som Dana (født Rosemary Brown 30. august 1951 i London, England), er en irsk sanger og tidligere politiker.
Hun voksede op i Derry i Nordirland. Danas karriere begyndte, da hun som gymnasieelev vandt Eurovision Song Contest 1970 med sangen "All Kinds of Everything", der senere blev et kæmpehit over hele verden. Siden har hun udgivet over 30 album og lige så mange singler.
I 1997 stillede hun op til det irske præsidentvalg som uafhængig og overraskede alle ved at opnå 13 procent af stemmerne. I 1999 blev hun uafhængigt medlem af Europa-Parlamentet som den første kvinde i valgkredsen Connacht-Ulster. Hun var medlem af parlamentet frem til 2004.